# 구라타 시게키
구라타 시게키(일본어: 藏田 茂樹, 1972년 6월 22일 ~ )는 일본의 전 축구 선수이다.

## 구단 경력
과거 세레소 오사카, 아비스파 후쿠오카에서 활동하였다.